# Дворкина, Юлия Абрамовна
Дворкина Юлия (Юдифь) Абрамовна (2 января 1902, Варшава — 1943, Минск) — советский литературовед. Специалист в области революционной и социалистической поэзии Германии XIX века, истории западно-европейской литературы.

## Биография
Юлия окончила БГУ в 1931 году. В 1930 — начало 1940-х годов работала доцентом кафедры всеобщей литературы Минского педагогического института и старшим научным сотрудником Института языка, литературы и искусства АН БССР.
Автор статей о творчестве Уильяма Шекспира, Джорджа Байрона, Дени Дидро, Эмиля Золя, Анри Барбюса.
В 1940 году читала лекции молодым белорусским литераторам.
Погибла с семьёй в Минском гетто.

## Отзывы
Член-корреспондент Национальной академии наук доктор филологических наук Михаил Мушинский пишет, что литературоведческие статьи Дворкиной отличались глубиной анализа и профессионализмом, например статья «Творчы шлях Крапівы» (Творческий путь Крапивы). Одна из статей Дворкиной вошла в 1-й выпуск «Учёных записок кафедры литературы и языка» Педагогического института в 1940 году.
При этом Мушинский отмечает, что помимо справедливых указаний на недостатки ряда произведений на дискуссии о прозе в марте 1941 и совещании ЦК ЛКСМБ по вопросам детской литературы, Дворкина требовала создавать «высокохудожественные образы руководителей нашей партии и пролетариата, показать их выдающуюся роль в деле создания белорусской государственности». По мнению Мушинского, очевидно, что таким образом задачи профессиональной критики подменялись идеологией и пропагандой.

Может быть и против собственного желания автор статьи объективно направляла белорусскую литературу на путь идеализации, подкрашивания действительности, на путь искажения исторической правдыОригинальный текст (бел.)Можа, і наўсуперак уласнаму жаданню аўтар артыкула аб’ектыўна скіроўвала беларускую літаратуру на шлях ідэалізацыі, падфарбоўкі рэчаіснасці, на шлях скажэння гістарычнай праўды

## Публикации

### Автор
- Дворкіна Ю. Зіна Бандарына. «Веснацвет» // Маладняк, 1931, № 9.
- Дворкина Ю. Фердинанд Фрейлиграт // — Мн.: Изд-во Бел. Акад. наук, 1935. — 95, [1] с., 1 л. портр.
- Дворкіна Ю. Джойс і яго «Уліс» // Літ. і мастацтва. 1936. 12 крас.
- Дворкіна Ю. Творчы шлях Крапівы // Полымя рэвалюцыі, 1939, № 8.
- Дворкіна Ю. «Салаўі святога Палікара». [Рэц.] // Літаратура і мастацтва, 1940, 28 снежня.
- Дворкіна Ю. Творчасць Змітрака Бядулі // Полымя рэвалюцыі. 1940. № 9-10.
- Дворкіна Ю. Беларуская проза за 1940 год // Полымя рэвалюцыі. 1941. № 3

### Составитель
- Самуйлёнак Э. Л. Выбраныя творы / Уступ. арт. Ю.Дворкінай. — Мн.: Дзярж. выд-ва пры СНК БССР, 1940. — 193, [2] с. — (Школьная бібліятэка).
- Крапіва К. Выбраныя творы / Уступ. арт. Ю.Дворкінай. — Мн. : Дзярж. выдавецва БССР, 1941. — 266, [1] С., 1 л. партр. — (Школьная бібліятэка).